# ダニー・ロバン
ダニー・ロバン（Dany Robin、 1927年4月14日 - 1995年5月25日）は、フランスの女優。
戦後、「小さくてかわいらしいフランスのフィアンセ（la petite fiancée de la France）」の愛称で親しまれた彼女は、1950年代を代表する女性スターとなり、「少女」からセクシーなパリジェンヌへと変貌を遂げた。「トパーズ （L'Étau）」（1969年）では主役を演じ、最後の「ヒッチコック・ブロンド」と称される。

## 出演作品

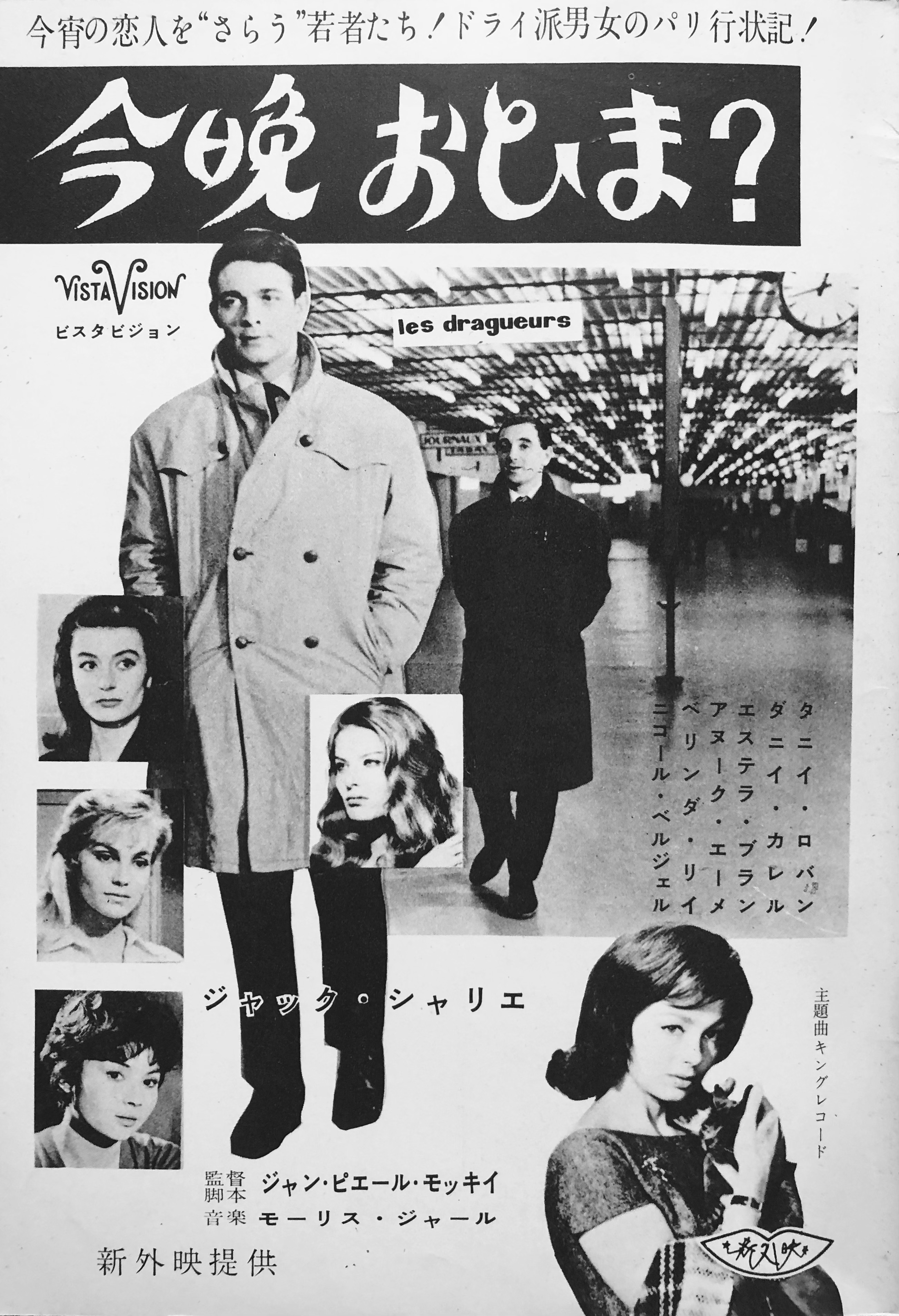
『今晩おひま?』（1959年）

- 夜の門（1946年）（劇場未公開、 ビデオ発売）
- 沈黙は金（1947年）
- 恋人たちは世にも孤独だ（1948年）（劇場未公開、　テレビ放映）
- 恋路（1951年）
- アンリエットの巴里祭（1952年）
- 12時間の恋人（1953年）（劇場未公開、 テレビ放映）
- 真夜中の愛情（1953年）
- 想い出（1953年）
- 巴里の気まぐれ娘（1953年）
- ナポレオン（1955年）
- フルフル（1955年）
- 巴里野郎 （1956年）
- 正午に銃殺の鐘が鳴る（1958年）
- ついておいでよ若い男（1958年）（劇場未公開、 テレビ放映）
- 今晩おひま?（1959年）
- フランス女性と恋愛（1960年）
- 素晴らしき恋人たち（1961年）
- パリジェンヌ（1962年）
- パリの秘密（1962年）（劇場未公開、 テレビ放映）
- ワルツ・オブ・ザ・トレアドールズ（1962年）（劇場未公開、 テレビ放映）
- 渚のデイト（1963年）
- 狼の館（1969年）
- トパーズ（1969年）